# Gitterbox

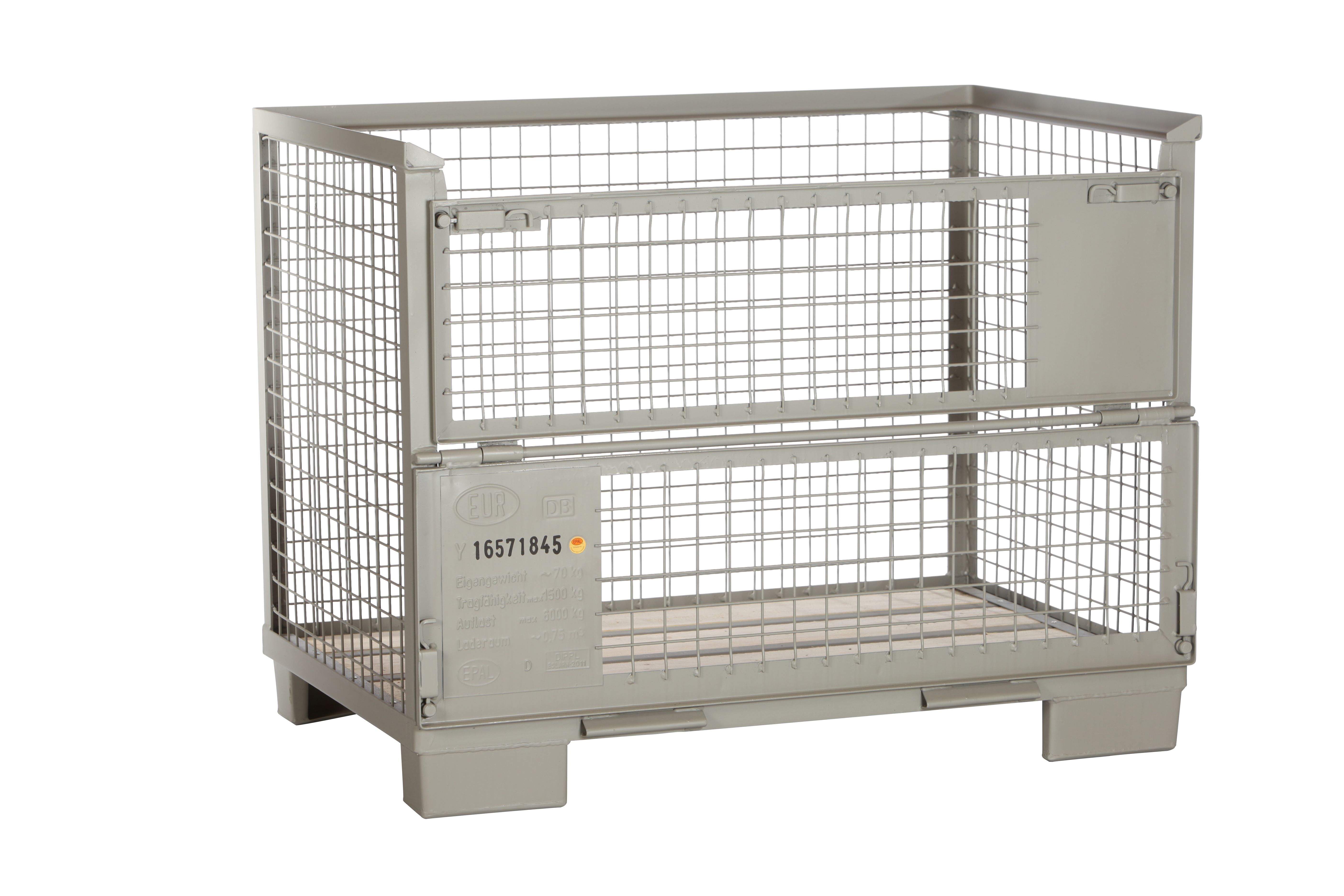
Leere Gitterbox

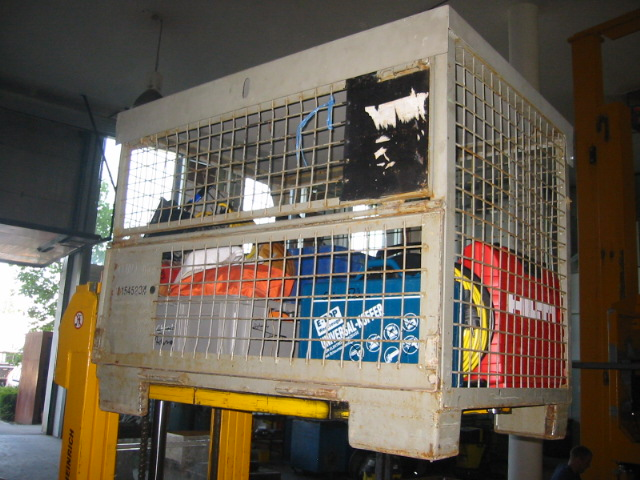
Gitterbox mit Staubschutzdeckel

Eine Gitterbox oder Gitterboxpalette, kurz Gibo, ist ein aus einer Stahlrahmen-Gitter-Konstruktion bestehendes Ladehilfsmittel in der Fördertechnik. Vier Füße ermöglichen die Aufnahme der Gitterbox mittels eines Gabelstaplers von allen vier Seiten. Zur Stapelung der Boxen sind Stellwinkelaufsätze angebracht.

## Größen

### Eurogitterbox
Diese wird auch als niedrige Gitterbox bezeichnet und ist als einzige von der EPAL genormt und als Tauschpalette im europäischen Palettenpool der Intralogistik zugelassen.
Die Außenmaße betragen in der Breite 835 Millimeter, in der Länge 1240 Millimeter und in der Höhe 970 Millimeter, die Innenmaße in der Breite 800 Millimeter, in der Länge 1200 Millimeter und in der Höhe 800 Millimeter, das Leergewicht beträgt etwa 70 Kilogramm (bis 2011 etwa 85 Kilogramm), das Nutzvolumen umfasst rund 0,75 Kubikmeter. Die Traglast (1000 bis 1500 Kilogramm), die Auflast (4400 bis 6000 Kilogramm) und somit die Anzahl der stapelbaren Einheiten (drei bis fünf Stück) sind je nach Hersteller und Qualität unterschiedlich. Europoolpaletten können aufgesetzt werden.
In der Praxis sind Blocklager mit bis zu sieben gestapelten Gitterboxen üblich (maximal 800 Kilogramm pro Gitterbox bei 7 Lagen). Die vorhandenen zwei Vorderwandklappen sind drehbar um eine waagerechte Achse gelagert. Die Klappen dienen der besseren Entnahme der geladenen Ware.
Jede Gitterbox muss das Baujahr und den Namen des Herstellers tragen. Die Prüfung erfolgt im Stichprobenverfahren (Einteilung in kritische, Haupt- und Nebenfehler), welches in der Norm genau festgelegt ist, und umfasst die Abmessungen, den Zusammenbau, die Bodenbeschaffenheit, den Anstrich und den Werkstoff der Gitterbox.
Es gibt auch faltbare Gitterboxen, die beim Rücktransport bis zu 80 Prozent Platz sparen.

### Andere Abmessungen
Die Halbhohe Gitterbox ist etwa halb so hoch, bei sonst gleichen Abmessungen.
Es gibt noch eine Vielzahl weiterer Abmessungen und Varianten, die hier nicht alle beschrieben werden können. Die Hohe Gitterbox ist mit 1,8 Metern höher, bei sonst gleichen Abmessungen wie die niedrige Gitterbox, und hat ein Nutzvolumen von etwa 1,6 Kubikmeter und vorne eine Klappe. Die Große Gitterbox hat bei doppelter Breite, bei sonst gleichen Abmessungen wie die hohe Gitterbox, ein Nutzvolumen von etwa 3,2 Kubikmetern. Auch sie hat eine Klappe vorne.